# José Ulpiano Pinto de Sousa
José Ulpiano Pinto de Sousa (Araraquara, 18 de setembro de 1869 — ?, abril de 1957) foi um político brasileiro. Exerceu o mandato de deputado federal constituinte por São Paulo em 1934.
Filho de Manuel Joaquim Pires de Sousa e de Francisca Aguirre de Sousa, cursou ciências jurídicas e sociais na Faculdade de Direito da Universidade de São Paulo e, durante muitos, trabalhou como professor e catedrático na mesma faculdade.
Em 1933, foi eleito deputado à Assembleia Nacional Constituinte por São Paulo em associação a diversas entidades que visavam a criação de uma constituição, aonde permaneceu por dois anos. Defendeu a anistia para os perseguidos políticos, especialmente para os atingidos em 1930 e 1932. 
Recusou governar São Paulo como interventor federal em 1932, no ano seguinte elegeu-se deputado à Assembleia Nacional Constituinte por São Paulo, na legenda da junção do Partido Republicano Paulista (PRP), Partido Democrático (PD), a Ação Nacional e a Federação dos Voluntários e da Liga Eleitoral Católica (LEC), que levavam o nome de Chapa Única por São Paulo Unido.
Foi a favor de Antônio Borges de Medeiros para presidente da República em oposição à Getúlio Vargas.
Presidiu a entidade Sociedade Brasileira de Estudos Econômicos, que estava a frente de investigações históricas, sociais e econômicas.
Foi casado com Elza von Sidow e Sousa.